# Anastrabe
Anastrabe, monotipski rod grmova ili manjeg zimzelenog drveta smješten u tribus Bowkerieae, dio porodice Stilbaceae, red medićolike (Lamiales).

## Etimologija
Ime Anastrabe izvedeno je iz grčkog ana-, što znači 'gore' ili 'opet natrag' i strabos, što znači 'iskrivljen, kos ili kosook', vjerojatno se odnosi na nejednake prašnike gdje se veći par zakrivljuje oko kraćeg para. Ime vrste znači 'potpuno cijelo', a potječe od latinskog integera, cijeli, nepodijeljen, potpun, što se odnosi na cijele (ravne, bez zubaca) rubove lista.

## Opis
Jedina vrsta je  A. integerrima, endem iz južnoafričkih provincija Cape i KwaZulu-Natal. U prirodnom šumskom staništu može izrasti i do 10 metara visine, dok u vrtovima naraste od 3 do 5 metara. Od siječnja do srpnja biljka proizvodi brojne sitne sjemenke koje se nalaze unutar ovalne kapsule, duge do 8 mm, okružene postojanom čaškom. Sjeme se oslobađa kako se kapsula suši. Anastrabe integerrima ima značajnu hortikulturnu vrijednost kao sa svojim atraktivnim cvjetovima i lišćem te svestranošću upotrebe. Drvo je tvrdo i otporno na termite te se tradicionalno koristi za izradu žlica.
- A. integerrima
- A. integerrima
- A. integerrima
- A. integerrima

Anastrabe je vrlo sličan Bowkeriji, drugom rodu unutar ove porodice. Karakteristike po kojima se može najlakše prepoznati kako bi razlikovale ta dva roda su raspored lišća i boja cvijeta. Anastrabe ima žute cvjetove i nasuprotne listove, a iako Bowkeria citrina također ima žute cvjetove, njen raspored listova je sasvim drugačiji. Bowkeria cymosa i B. verticillata imaju trostruke listove (raspoređene u trostruke pršljenove) i bijele cvjetove kako bi se razlikovali od Anastrabe, ali sličan uzorak crvenkastih ili grimiznih mrlja i/ili pruga pojavljuje se na unutarnjoj strani vjenčića.

## Rasprostranjenost i stanište
Nalazi se u obalnim šumama i na rubovima suhih šuma, kao i u šumovitim gudurama i uz potoke. Također pogoduje liticama od pješčenjaka i kamenjarima. Nalazi se u obalnim područjima do 1200 m. nadmorske visine od Eastern Cape do KwaZulu-Natala.

## Povijest roda
Ovaj je rod donedavno bio svrstan u strupnikovke (Scrophulariaceae), veliku porodicu koja se sastoji uglavnom od zeljastih biljaka i grmova. Nedavna molekularna istraživanja rezultirala su premještanjem ovog roda, Anastrabe, u Stilbaceae.

## Koristi
Anastrabe integerrima ima značajnu vrijednost kao hortikulturni subjekt sa svojim atraktivnim cvjetovima i lišćem te svestranošću upotrebe. Drvo je tvrdo i otporno na termite te se tradicionalno koristi za izradu žlica.

## Uzgoj
Anastrabe integerrima prilično je otporna i laka za uzgoj, te uspijeva u mnogim različitim uvjetima, kao što su puno sunca i polusjena. Brzo raste i najbolje uspijeva u dobro dreniranoj ilovači bogatoj hranjivim tvarima s vodom tijekom cijele godine, iako podnosi i sušna razdoblja. Relativno je otporna na mraz, ali zahtijeva zaštitu dok je mlada. Idealna je biljka za zaštitu za male vrtove jer se može posaditi da sakrije sve strukture ili zidove; čak se može pokušati i orezati u stablo s jednom stabljikom. Dovoljno je lijep da se koristi kao pojedinačni primjerak za manji vrt ili se može saditi u skupinama unutar većeg krajolika. Također se može koristiti u fynbos vrtu. Biljke također dobro uspijevaju u posudama na terasi. 

## Sinonimi
- Anastrabe serrulata E.Mey. ex Benth.